# Кормакино
Кормакино — деревня в Тотемском районе Вологодской области.
Входит в состав Пятовского сельского поселения, с точки зрения административно-территориального деления — в Матвеевский сельсовет.
Расположена на левом берегу реки Еденьга. Расстояние до районного центра Тотьмы по автодороге — 13,5 км, до центра муниципального образования деревни Пятовская по прямой — 11 км. Ближайшие населённые пункты — Исаково, Куземкино, Матвеево.
По переписи 2002 года население — 30 человек (14 мужчин, 16 женщин). Всё население — русские.